# HD 182308
HD 182308，又名BD+64 1344，SAO 18287、HR 7361，是一颗恒星，视星等为6.52，位于銀經95.51，銀緯21.33，其B1900.0坐标为赤經19h 18m 59.9s，赤緯+64° 21.33′ 6″。